# خنجین
خنجین یکی از شهرهای استان مرکزی در ایران می‌باشد. در سال ۱۳۸۸و براساس آخرین تصمیمات در تقسیمات کشوری خنجین از شهرستان کمیجان منتزع و به بخش خنجین ارتقا یافته و همچنین به شهرستان فراهان ملحق گردید.
از نظر زمین‌شناسی این منطقه در دوران دوم تشکیل شده و در منطقه فسیل‌های دریایی خصوصاً از نوع میراستو مربوط به دوره کرتاسه از دوران مزوزوئیک متعلق به ۶۵ تا ۱۰۰ میلیون سال قبل یافت می‌شود. از مناطقی که بیش‌ترین فسیل‌ها یافت شده، می‌توان به کوه‌های وفس، خنجین، روستای فردقان (پردغان) و نیز در یک کیلومتری روستای سلیم آباد در اطراف سد بزرگ خاکی خنجین واقع شده اشاره کرد.
دلایل و شواهد بسیاری نشان می‌دهد که خنجین و به‌طور کلی منطقه خنجین قدمتی هزاران ساله دارد. زبان اغلب روستاهای این منطقه زبان ترکی است که البته با لهجه‌های متفاوت. روستاهایی چون روستای چالمیان، میدانک و تلخاب به زبان خلج و روستاهای گورچان و فرک به «زبان تاتی» است که در برخی از شهرها و مناطقی از کشور با این زبان تکلم می‌شود، تکلم می‌کنند.

## وجه تسمیه خنجین
درخصوص وجه تسمیه اطلاع مکتوب در دسترس نیست، عده‌ای بر این باورند که عرب‌ها و رومیان از اینجا گندم خریداری می‌کردند و آن‌ها گفتند «خنجین» یعنی محل پر از گندم. بعضی‌ها بر این باورند که اصل کلمه خنجوم بوده است و منظور از جوم یعنی ویران شده می‌گویند زمانی این منطقه در اثر یک حادثه طبیعی مانند زلزله به کلی ویران شده است. البته نظر دیگری نیز نظرها را به خود جلب می‌کند و آن این که با توجه به این که جمشید جم در این روستا خانه و قلعه‌ای داشته که نام خنجین برگرفته از همین خانه جم است که بعدها به خانه جین و در نهایت به خنجین تبدیل می‌شود.
آنچه تحقیقات امروزی نشان می‌دهد این است که کلمه خنجین و نوع اشتقاق آن بحث پر دامنه‌ای است اما آنچه نزدیک به واقع به نظر می‌رسد این است که واژه خنجین کلمه‌ای یونانی است به معنای انبار غله و گندم، تاریخ منطقه یعنی آنچه در خصوص تاریخ شهرهایی چون ساوه نوشته شده، نشان می‌دهد در روزگاران قدیم یکی از پرآب‌ترین، زیباترین و در عین حال آبادترین منطقه در ایران باستان همین شهر بوده است؛ به‌طوری‌که این شهر مرکز صادرات انواع محصولات به کشورهای دیگر بوده است خصوصاً رومیان باستان که غله و گندم مورد نیاز خود را از این منطقه تهیه می‌کرده‌اند حتی تصاویر باقی‌مانده از صد سال پیش نیز جمعیت عظیم منطقه و نیز فرهنگ غنی مردم و در عین حال اصول شهرسازی باقی‌مانده نشان از فرهنگ غنی منطقه دارد که این منطقه به بلوک بزرگ خنجین معروف بوده است.
اما در خصوص معنای واژه خنجین معانی نظرات دیگری نیز گفته شده است مانند خانه جن و ارواح؛ که البته جای بسی تأمل دارد به‌طور مثال گفته شده خنجین از ترکیب دو کلمه خانه + جن مرکب بوده و به معنای جایی است که در آن جن (به زبان عربی یعنی پوشش) زیاد است. البته شاید بتوان این نظر را با تکیه بر ادبیات عرب تأیید کرد و آن این که جن در زبان عربی به معنای پوشیده، پوشش و مخفی آمده است و به بهشت نیز که پوشیده از درخت است نیز جنت گفته می‌شود؛ لذا از این روست که همه چیز را می‌پوشاند و جز درخت و سبزی چیزی دیده نمی‌شود و این موید این سخن قبلی ماست که گفتیم آبادترین و پرآب‌ترین و در عین حال زیباترین شهر ایران باستان بوده است.
خنجین شهری در شهرستان فراهان > این شهر در استان مرکزی قرار دارد و زبان بیشتر مردم ترکی است و فراهان منطقه‌ای با تاریخی باستانی است و در روستایی به نام فردجان در آنجا آتشکده‌ای است که تا ۲۸۲قمری می‌سوخته است

## فرهنگ مردم
درزمان‌های قدیم درخنجین چنین رسم بوده که وقتی یکی از افراد خانواده فوت می‌کرد می‌گفتند: نباید تا قبل از چهل روز دود از آشپزخانهٔ آن خانواده بلند شود (چرا که در آن روزگار در آشپزخانه‌ها از هیزم و چوب استفاده می‌کردند) و اقوام و همسایه‌ها تا چهل روز طعام خانوادهٔ داغ دیده را تأمین می‌کردند بعضی‌ها در ظرف‌های سفالی «دیزی» که در آن آبگوشت بارمی گذاشتند برای آن خانواده می‌آوردند بعضی‌ها خشکبار، نان، سبزی، پنیر، خرما، کشمش، انواع آش‌های محلی و میوه‌هایی که مربوط به آن فصل بوده است برای آن خانواده آورده می‌شد و برای این که شریک غم با آن خانوده باشند؛ مثلاً اگر در فصل تابستان بود در کارهای کشاورزی مانند درو کردن گندم و جو یا آوردن علوفه و کاه برای گاو و گوسفندانشان و در فصل‌های دیگر نیز این گونه بود مثلاً در بهار در شخم کردن زمین و آماده کردن زمین یا کشت حبوبات و شبدر و چیزهایی از این قبیل همچنین اگراین اتفاق در ماه آخر سال اتفاق می‌افتاد اقوام و همسایه‌های خانواده داغ دیده درعید آن سال خوشحالی نمی‌کردند مراسم شاد برگزار نمی‌کردند آتش بر بامشان درست نمی‌کردند. اگر مراسم ازدواجی داشتند آن را به تعویق می‌انداختند. البته باید گفت بسیاری از این آداب و رسوم همچنان باقی است اما در شکل‌های دیگر و بعضی دیگر نیز از میان رفته‌اند که باید احیا شوند.

## موقعیت جغرافیایی
مهم‌ترین و برجسته‌ترین ناهمواری‌ها و شرایط توپوگرافی منطقه خنجین شامل مناطق پست و کم ارتفاع جلگه‌ای و کوه‌های مرتفع و منفرد است. کوه‌های خنجین شامل:
۱-کوه نماوردرشمال شهر خنجین و در ۴۵کیلومتری شهرستان تفرش ۲- کوه رکین واقع در شرق خنجین ۳- تپه‌های موورلر واقع در جنوب خنجین حائل بین خنجین وسلیم آباد. ۴- تپه نرگه بلند وآق تپه ۵- تپه سوله دره واقع در شمال غرب خنجین ۶- تپه‌های کوشک زر و موش قُله ۷- از ناهمواری‌های دیگر خنجین می‌توان به زمین‌های پست شامل زمین‌های زراعی و دشت‌های بادام‌زار کاریز اسحاق اربوی کوچک و بزرگ، لزو هستان را نام برد.
پوشش گیاهی (مرتع، جنگل، بیابانی و …)
به علت کوهستانی بودن شهر خنجین پوشش گیاهی فراوانی یافت می‌شود که هم خلصیت دارویی و درمانی داردو هم علوفه برای دام‌ها که مهم‌ترین آنه عبارت انداز: مرتع (پوشش دشت: پونه، بابونه، ولکواز، گل گاو زبان، چمن اته، سوت لیگن، جو، یونجه، شبدر، لوبیا، نخود، صیفی جات، درختان مختلف، باغ‌های میوه و انگور، سیب زمینی، گوجه فرنگی، خیار وچمن زارها و… لازم است ذکر شود کاه از موارد فوق‌الذکر برخی از گیاهان خاصیت درمانی دارند) جنگل (فاقد جنگل است اما در دشت‌ها و حاشیه شهر انواع درختان در موجود است) بیابانی (یا همان دیمزار: بیل بیخ، کنگر، قان قال، قوزه قولاقه، بروخ، کی لیگ اوته، کزنگ، داغ خینسه، سقرقوی روقه، یل قون، چاقورتیکان، شقایق و…)
تقسیمات کشوری بخش خنجین:
بر اساس آخرین تقسیمات کشوری بخش خنجین شامل و شهر خنجین مرکزیت روستاهای ذیل را داراست .۱)درویشان ۲) گورچان ۳) چوگان ۴) کسرآصِف ۵) فردغان ۶) مَلِک باغی ۷) گنجه ۸) رَکین ۹) ضیاءآباد ۱۰) سلیم آباد ۱۱) روشنایی ۱۲) هفته خانک ۱۳) وَنک ۱۴) زنجیران ۱۵) شیرین آباد ۱۶)امیرآباد ۱۷) تلخاب ۱۸)آرزومند ۱۹)چاقر ۲۰) چالمیان ۲۱) عباس‌آباد

## آثار تاریخی، گردشگری و تفریحی
برخی از آثار تاریخی، گردشگری و تفریحی این منظقه عبارتند از:

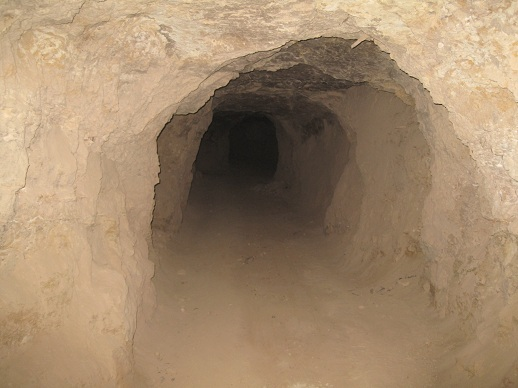
غار شهر خنجین

### تپه آسیاب خرابه
تپه آسیاب خرابه مربوط به هزاره ۴ و ۳ قبل از میلاد است و در شهرستان فراهان، بخش خنجین، روستای گورچان واقع شده و این اثر در تاریخ ۱۸ اسفند ۱۳۸۷ با شمارهٔ ثبت ۲۵۰۵۳ به‌عنوان یکی از آثار ملی ایران به ثبت رسیده است.

### آرامگاه ساریه
- آرامگاه ساریه مربوط به دوره قاجار است و در شهرستان فراهان، بخش خنجین، روستای روشنایی واقع شده و این اثر در تاریخ ۲ مرداد ۱۳۸۷ با شمارهٔ ثبت ۲۳۱۲۰ به‌عنوان یکی از آثار ملی ایران به ثبت رسیده است.

### حمام خنجین
حمام خنجین مربوط به دوره قاجار است و در شهرستان فراهان، بخش خنجین، شهر خنجین، شهرک ولیعصر واقع شده و این اثر در تاریخ ۲۶ اسفند ۱۳۸۶ با شمارهٔ ثبت ۲۲۰۸۷ به‌عنوان یکی از آثار ملی ایران به ثبت رسیده است.

### تپه قلعه خنجین
تپه قلعه خنجین مربوط به دوره اشکانیان است و در شهرستان فراهان، بخش خنجین، شهر خنجین واقع شده و این اثر در تاریخ ۲۶ اسفند ۱۳۸۶ با شمارهٔ ثبت ۲۲۰۷۵ به‌عنوان یکی از آثار ملی ایران به ثبت رسیده است.